# Tilapia sparrmanii
Tilapia sparrmanii es una especie de peces de la familia Cichlidae en el orden de los Perciformes.

## Morfología
Los machos pueden llegar alcanzar los 23,5 cm de longitud total y los 445 g de peso.

## Distribución geográfica
Se encuentran en África: curso superior de los ríos Cuanza,  Shaba, Limpopo y  Okavango. También los lagos  Malawi y  Ngami.